# Ādīneh Qal‘eh
Ādīneh Qal‘eh (persiska: Adīneh Qolī, آدینه قلعه) är en ort i Iran.   Den ligger i provinsen Nordkhorasan, i den nordöstra delen av landet, 600 km nordost om huvudstaden Teheran. Ādīneh Qal‘eh ligger 1 468 meter över havet och antalet invånare är 605.
Terrängen runt Ādīneh Qal‘eh är kuperad åt nordväst, men åt sydost är den platt.Runt Ādīneh Qal‘eh är det ganska glesbefolkat, med 27 invånare per kvadratkilometer. Närmaste större samhälle är Taklah Qūz, 15,5 km nordväst om Ādīneh Qal‘eh. Trakten runt Ādīneh Qal‘eh består i huvudsak av gräsmarker.